# Дрейкотт, Билли
Уи́льям Ле́ви Дре́йкотт (англ. William Levi Draycott; 15 февраля 1869 — 1943), более известный как Би́лли Дре́йкотт (англ. Billy Draycott) — английский футболист, выступавший на позиции правого хавбека за клубы «Берзлем Порт Вейл», «Сток», «Бертон Уондерерс», «Ньютон Хит», «Бедминстер», «Бристоль Роверс», «Уэллингборо» и «Лутон Таун».

## Футбольная карьера
Дрейкотт стал игроком клуба «Берзлем Порт Вейл» летом 1890 года. Дебютировал за клуб 29 сентября 1890 года в товарищеском матче против «Вест Бромвич Альбион». Всего провёл за клуб 9 матчей и забил два гола.
В июне 1891 года перешёл в «Сток», где выступал на протяжении трёх сезонов, но сыграл лишь в двух матчах Футбольной лиги. В июне 1894 года перешёл в клуб «Бертон Уондерерс», забив 3 гола в 54 матчах.
В мае 1896 года перешёл в «Ньютон Хит». Дебютировал за клуб 1 сентября 1896 года в матче против «Гейнсборо Тринити». Свой первый гол за клуб забил четыре дня спустя в матче против «Бертон Свифтс». В сезоне 1896/97 забил 5 мячей в лиге и помог команде занять 2-е место в турнирной таблице Второго дивизиона, однако в «тестовых матчах» за право выход в высший дивизион «язычники» уступили «Сандерленду». В сезонах 1897/98 и 1898/99 «Ньютон Хит» финишировал на 4-м месте Второго дивизиона. Всего провёл за «Ньютон Хит» 95 матчей и забил 6 голов. В 1899 году перешёл в клуб «Бедминстер».
В 1900 году стал игроком «Бристоль Роверс». Год спустя перешёл в «Уэллингборо», а затем и в «Лутон Таун».

## Статистика выступлений
| Клуб              | Сезон   | Дивизион                 | Лига | Лига | Кубок Англии | Кубок Англии | Прочие | Прочие | Итого | Итого |
| Клуб              | Сезон   | Дивизион                 | Игры | Голы | Игры         | Голы         | Игры   | Голы   | Игры  | Голы  |
| ----------------- | ------- | ------------------------ | ---- | ---- | ------------ | ------------ | ------ | ------ | ----- | ----- |
| Берзлем Порт Вейл | 1890/91 | Футбольная лига Мидленда | 2    | 1    | 1            | 0            | 0      | 0      | 3     | 1     |
| Сток              | 1891/92 | Футбольная лига          | 1    | 0    | 0            | 0            | 0      | 0      | 1     | 0     |
| Сток              | 1892/93 | Первый дивизион          | 0    | 0    | 0            | 0            | 0      | 0      | 0     | 0     |
| Сток              | 1893/94 | Первый дивизион          | 1    | 0    | 0            | 0            | 0      | 0      | 1     | 0     |
| Сток              | Итого   | Итого                    | 2    | 0    | 0            | 0            | 0      | 0      | 2     | 0     |
| Бертон Уондерерс  | 1894/95 | Второй дивизион          | 26   | 3    | 5            | 0            | 0      | 0      | 31    | 3     |
| Бертон Уондерерс  | 1895/96 | Второй дивизион          | 21   | 0    | 2            | 0            | 0      | 0      | 23    | 0     |
| Бертон Уондерерс  | Итого   | Итого                    | 47   | 3    | 7            | 0            | 0      | 0      | 54    | 3     |
| Ньютон Хит        | 1896/97 | Второй дивизион          | 29   | 5    | 3            | 0            | 4      | 0      | 36    | 5     |
| Ньютон Хит        | 1897/98 | Второй дивизион          | 21   | 0    | 3            | 0            | 0      | 0      | 24    | 0     |
| Ньютон Хит        | 1898/99 | Второй дивизион          | 31   | 1    | 2            | 0            | 0      | 0      | 33    | 1     |
| Ньютон Хит        | Итого   | Итого                    | 81   | 6    | 8            | 0            | 4      | 0      | 93    | 6     |

## Достижения
Берзлем Порт Вейл
- Благотворительный кубок вызова Северного Стаффордшира: 1891